# Селенид мышьяка(III)
Селенид мышьяка(III) — бинарное неорганическое соединение
мышьяка и селена с формулой As2Se3,
коричневые кристаллы,
не растворяется в воде.

## Получение
- Сплавление стехиометрических количеств чистых веществ:

{\displaystyle {\mathsf {2As+3Se\ {\xrightarrow {360^{o}C}}\ As_{2}Se_{3}}}}

## Физические свойства
Селенид мышьяка(III) образует коричневые кристаллы нескольких модификаций:
- моноклинной сингонии, пространственная группа C 2/m, параметры ячейки a = 0,4282 нм, b = 0,9990 нм, c = 1,2065 нм, β = 90,477°, Z = 4;
- моноклинной сингонии, пространственная группа C 2/m, параметры ячейки a = 1,337 нм, b = 0,373 нм, c = 0,931 нм, β = 95,0°.

Не растворяется в воде и органических растворителях.
Может образовывать чёрное стеклообразное вещество с температурой размягчения 187°С.

## Применение
- Полупроводниковый материал в фотоэлементах и фоторезисторах.
- Компонент халькогенидных стёкол.